# Richard Buck

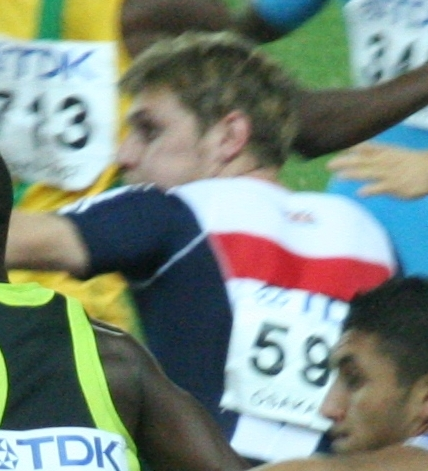
Richard Buck (2007)

Richard Buck (* 14. November 1986 in Grimsby) ist ein ehemaliger britischer Sprinter, der sich auf den 400-Meter-Lauf spezialisiert hatte.
2006 gehörte er zur englischen Mannschaft für die Commonwealth Games in Melbourne, musste aber wegen einer Verletzung auf einen Start verzichten. Bei den Weltmeisterschaften 2007 in Ōsaka kam er mit der britischen Mannschaft in der 4-mal-400-Meter-Staffel auf den sechsten Platz.
2008 wurde er als Reserve für die britische Staffel bei den Olympischen Spielen in Peking nominiert, kam aber nicht zum Einsatz. Bei den Halleneuropameisterschaften 2009 in Turin wurde er im Einzelwettbewerb Fünfter und gewann mit der britischen Staffel Silber. 2010 gewann er mit der britischen Staffel Bronze bei den Hallenweltmeisterschaften in Doha.
2011 gewann Buck bei den Halleneuropameisterschaften Bronze im Einzelrennen und Silber mit der Staffel. 2012 wurde er mit der Staffel Vizeweltmeister. Bei den Europameisterschaften in Helsinki gewann die britische Staffel Silber, im Einzellauf wurde Buck Fünfter. Bei den Olympischen Spielen kurz darauf in London war er Ersatzläufer.
Im März 2013 gewann er bei den Halleneuropameisterschaften 2013 im schwedischen Göteborg die Goldmedaille in der 4-mal-400-Meter-Staffel.
Richard Buck wurde von seinem Großvater Geoff Barraclough trainiert und startete für den City of York Athletics Club. Er studierte an der Leeds Metropolitan University.

## Persönliche Bestzeiten
- 400 m: 45,61 s, 2. Juni 2012, Genf
  - Halle: 45,88 s, 18. Februar 2012, Birmingham